# Giuliano Soria
Giuliano Soria (Costigliole d'Asti, 20 febbraio 1951 – Lanzo Torinese, 26 febbraio 2019) è stato un linguista e ispanista italiano.

## Biografia
Si laureò in lingue e letterature straniere all'Università di Torino. Dopo aver condotto ricerche in Spagna e in Messico, nel 1977 ottenne dal governo francese una borsa di studio per seguire il "Doctorat de Troisième Cycle" in linguistica e semiologia presso l'École pratique des hautes études a Parigi, con i semiologi Gérard Genette e Algirdas J. Greimas.
Dal 1984 al 1998 fu segretario coordinatore del Gruppo nazionale di coordinamento delle letterature dei paesi emergenti del Consiglio nazionale delle ricerche, dal 1995 al 2000 presidente del Museo nazionale del cinema di Torino e dal 1997 al 2000 vice segretario generale dell'Unione latina, ente diplomatico internazionale che riunisce a Parigi trentotto stati di cultura neolatina.
Fu professore associato di letteratura ispanoamericana all'Università di Salerno mentre dal 2004 professore ordinario di teoria della traduzione letteraria all'Università di Trieste; divenne poi ordinario di letteratura spagnola presso l'Università di Roma Tre.
Fu conosciuto in particolare come presidente del Premio Grinzane Cavour, premio fondato nel 1982 da don Francesco Meotto, sacerdote salesiano, allora direttore editoriale della Società Editrice Internazionale (SEI).
Fu impegnato inoltre in diverse attività di promozione culturale: tra le altre, consigliere di indirizzo della Fiera internazionale del libro di Torino, presidente dell'Antenna Culturale Europea in Italia, già presidente del Museo nazionale del Cinema.
Morì il 23 febbraio 2019, pochi giorni dopo il suo 68º compleanno, agli arresti domiciliari presso una casa di cura di Lanzo Torinese.

## Procedimenti giudiziari
Nel 2009 rimase coinvolto in uno scandalo a sfondo sessuale, che l'obbligò a dimettersi dalla presidenza del Premio Grinzane Cavour. Venne accusato dal suo maggiordomo, un uomo originario di Mauritius, che riferì anche di un uso privato e illecito dei fondi destinati alla fondazione presieduta da Soria. In seguito a ciò il docente fu arrestato il 12 marzo 2009 dalla Guardia di Finanza. Emerse inoltre che l'accusa di malversazione riguardava l'uso a scopi personali di 4,5 milioni di euro di finanziamenti pubblici. Il 26 novembre 2011 venne indagato dalla procura di Torino in merito alla cessione del marchio Grinzane festival su istanza del liquidatore dell'associazione che gestiva il premio.
Il 21 marzo 2013 venne condannato in primo grado a 14 anni e 6 mesi di reclusione per uso illecito di finanziamenti pubblici e maltrattamenti, pena ridotta in appello nel 2015 ad otto anni e tre mesi e in Cassazione nel 2016 a 6 anni e 8 mesi. Nel processo in appello, lanciò l'accusa di aver usato il Premio per consegnare soldi in nero a vari politici, giornalisti e attori (tra cui Corrado Augias, Mercedes Bresso e Sergio Chiamparino), che replicarono smentendolo. Nel luglio 2016 la Corte di Cassazione confermò la sentenza per l'uso illecito dei contributi pubblici e i maltrattamenti nei confronti del maggiordomo, ricalcolando la pena in 6 anni, 8 mesi e 17 giorni di reclusione. I reati contestati furono peculato e violenza sessuale.

## Opere
- Fernández de Oviedo e il problema dell'indio. La "Historia general y natural de las indias", Bulzoni, 1989;
- Cintio Vitier e le liturgie del mistero nei "Fogli Dispersi", Bulzoni, 1990;
- Le historias amargas di Julián del Casal, Bulzoni, 1999;
- La sonatina di Rubén Dario. Parallelismi e traduzione, Bulzoni, 1999;
- La Sonatina y el feliz caballero, Edizioni Alberto Tallone, Alpignano 2007;
- Mondi Trasfigurati. Da Parigi all'Avana, da Gustave Moreau a Juliàn del Casal, Bulzoni, 2010;
- La pàlida pecadora. Saggi sul modernismo, Bulzoni, 2011;
- A las cinco de la tarde. Significato e significanti nelle traduzioni italiane del "Llanto per la muerte de Ignacio Sànchez Mejìas" di Federico García Lorca, Edizioni Nuova Cultura, Roma, 2011.
- Alfredo Conde: i miti della terra galega, Roma, Nuova cultura, 2015 ISBN 978-88-6812-436-6.